# 和平医院站
和平医院站是石家庄地铁1号线的地铁车站，位于中华人民共和国河北省石家庄市桥西区中山西路与友谊大街交叉口，于2017年6月26日开通运营。

## 车站结构
和平医院站位于中山西路与友谊大街交叉口，沿中山西路呈东西向布置，为地下两层岛式站台车站，车站长232.5米，宽21.6米，车站地下一层为站厅层，地下二层为站台层，站台设置全高站台门。建设中的5号线车站沿友谊大街呈南北向布置，为地下三层岛式站台车站，车站长175米，车站地下一层为站厅层，地下三层为站台层，两线预计将采用十字换乘形式，换乘节点连接1号线站台与5号线站台中部。
|                   |  | █ 1号线往西王（終點站） |
| 島式 · 開左邊车门 |  |                         |
|                   |  | █ 1号线往福泽（长城桥） |

|               |  | 未來 █ 5号线往宫北路（宫北路）       |
| 未啟用 · 島式 |  |                                      |
|               |  | 未來 █ 5号线往友谊公园（谈固北大街） |

## 车站出口
和平医院站共有4个出入口，各出口及周围设施如下所示：
| 出口编号                             | 照片 | 地点                                 | 可到达目的地                                     |
| ------------------------------------ | ---- | ------------------------------------ | ------------------------------------------------ |
| 出口 · A · 扶手电梯标志              |      | 中山西路（北侧），友谊北大街（东侧） | 石家庄市第十九中学，河北省教育厅                 |
| 出口 · B · 扶手电梯标志              |      | 中山西路（南侧），友谊南大街（东侧） | 河北省法学会                                     |
| 出口 · C · 升降机标志 · 扶手电梯标志 |      | 中山西路（南侧），友谊南大街（西侧） | 白求恩国际和平医院                               |
| 出口 · D · 扶手电梯标志              |      | 中山西路（北侧），友谊北大街（西侧） | 河北医科大学第三医院西院，河北省妇女儿童活动中心 |
| 註： 設有 \| 設有扶手電梯            |      |                                      |                                                  |

## 接驳交通

### 公交车
- 和平医院：1路，29路，38路，58路，62路，325路，旅游5路，西柏坡红色旅游专3路，西部长青假日旅游专线1路

## 历史
- 2017年
  - 5月15日，车站通过竣工验收[3]。
  - 6月26日，本站随1号线通车一同开通[1]。
- 2018年6月29日，车站D出入口启用[5]。
- 2021年1月9日，受新冠疫情影响，车站暂停运营[6]。2月19日，车站恢复运营[7]。
- 2022年8月28日，受新冠疫情影响，车站暂停运营[8]。9月6日，车站恢复运营[9]。